# 虞興海
虞興海（Yu Hing Hoi，1977年5月10日—），生於香港，已退役香港籃球運動員，司職大前鋒，在2002年加盟中國男子籃球職業聯賽球隊香港飛龍，成為第3名登陸CBA的香港球員，於2010年正式宣佈退役，現職為警察，亦曾為出戰不同籃球聯賽。

## 籃球生涯
胡國鋒生於香港，於英國華威大學碩士畢業，主修工程管理學，在2002年學成回港後便全身投入籃壇，於2002年與呂楚威一同加盟中國男子籃球職業聯賽（CBA）球隊香港飛龍，惜發展平平，球隊排在聯賽榜最尾，下季需降至甲B聯賽競逐，而香港飛龍最終亦因財務問題而解散。在2009年轉投超敏，但球隊仍然只能在護級邊緣，超敏在2010年宣佈隊中的兩位名將梁國成及虞興海在最後一場代表超敏對安青之後正式宣佈退役。

## 外部連結
- 虞興海在中国男子篮球职业联赛
- 虞興海在Eurobasket.com（球員）（英语）